# Valle-d'Alesani
 Valle-d'Alesani  là một xã ở tỉnh Haute-Corse trên đảo Corse, Pháp. Xã này có diện tích 9,59 kilômét vuông, dân số năm 1999 là 124 người. Khu vực này có độ cao trung bình 620 mét trên mực nước biển.